# Villorita corbiculoides
Villorita corbiculoides е вид мида от семейство Cyrenidae.

## Разпространение и местообитание
Видът е разпространен в Индия (Махаращра).
Обитава сладководни и полусолени басейни.